# Vall d'Albaida
La Vall d'Albaida (de l'àrab البيضاء al-baīḍāʾ, "la blanca") és una comarca valencianoparlant central del País Valencià, amb capital a Ontinyent. Limita al nord amb la Costera, a l'est amb la Safor, al sud amb el Comtat i l'Alcoià i a l'oest amb l'Alt Vinalopó. Té una població de 92.106 habitants l'any 2012, repartits entre un total de 34 municipis.

## Municipis
Les dades bàsiques dels «34 municipis», amb les xifres de població del padró municipal d'habitants 2023, són:
| Municipi                | Habitants (2023) | Sup. (km²) | Dens. (2023) (hab./km²) |
| ----------------------- | ---------------- | ---------- | ----------------------- |
| Ontinyent               | 36.194           | 125,4      | 288,6                   |
| l'Olleria               | 8.421            | 32,2       | 261,5                   |
| Albaida                 | 6.102            | 35,4       | 172,4                   |
| Benigànim               | 5.716            | 33,4       | 171,1                   |
| Aielo de Malferit       | 4.601            | 26,7       | 172,3                   |
| Bocairent               | 4.115            | 97,0       | 42,4                    |
| la Pobla del Duc        | 2.438            | 18,9       | 129,0                   |
| Agullent                | 2.400            | 16,2       | 148,1                   |
| Llutxent                | 2.324            | 42,1       | 55,2                    |
| Castelló de Rugat       | 2.322            | 19,1       | 121,6                   |
| Quatretonda             | 2.190            | 43,6       | 50,2                    |
| Montaverner             | 1.617            | 7,4        | 218,5                   |
| Alfarrasí               | 1.183            | 6,4        | 184,8                   |
| Atzeneta d'Albaida      | 1.161            | 6,1        | 190,3                   |
| Fontanars dels Alforins | 951              | 74,7       | 12,7                    |
| Bèlgida                 | 632              | 17,3       | 36,5                    |
| Benicolet               | 599              | 11,3       | 53,0                    |
| el Palomar              | 574              | 7,8        | 73,6                    |
| Montitxelvo             | 558              | 8,2        | 68,0                    |
| Guadasséquies           | 480              | 3,3        | 145,5                   |
| el Ràfol de Salem       | 467              | 4,3        | 108,6                   |
| Benissoda               | 460              | 4,0        | 115,0                   |
| Otos                    | 436              | 11,1       | 39,3                    |
| Salem                   | 401              | 8,6        | 46,6                    |
| Bellús                  | 306              | 9,5        | 32,2                    |
| Terrateig               | 291              | 6,3        | 46,2                    |
| Beniatjar               | 217              | 11,4       | 19,0                    |
| Benissuera              | 185              | 2,1        | 88,1                    |
| Rugat                   | 166              | 3,1        | 53,5                    |
| Aielo de Rugat          | 163              | 7,7        | 21,2                    |
| Bufali                  | 156              | 3,2        | 48,8                    |
| Pinet                   | 155              | 11,9       | 13,0                    |
| Carrícola               | 102              | 4,6        | 22,2                    |
| Sempere                 | 31               | 3,8        | 8,2                     |
| Vall d'Albaida          | 88.114           | 724,1      | 121,7                   |

## Descripció
La Vall d'Albaida és una comarca històrica que ja apareixia al mapa de comarques d'Emili Beüt "Comarques naturals del Regne de València" publicat l'any 1934, sense cap modificació en la seua delimitació comarcal excepte que el municipi de Bocairent s'incloïa en les Valls d'Alcoi, ja que està enclavat en la Valleta d'Agres i guarda una relació més intensa amb Alfafara i Agres i els pobles de la Vall de Biar.
A banda de Bocairent també s'ha discutit històricament la inclusió de Fontanars dels Alforins a la comarca, perquè geogràficament presenta unes característiques naturals més pròximes a la Vall dels Alforins.

## Subcomarques
Podem distingir diferents subcomarques a la Vall d'Albaida, a la zona occidental es trobaria un Arc Industrial que pivotaria al voltant d'Ontinyent i a la zona oriental diverses subcomarques històriques:
- Marquesat d'Albaida que comprèn les poblacions d'Albaida, Benissoda, Bufalí, Bèlgida, Atzeneta d'Albaida, Carrícola, Montaverner, Otos i el Palomar.
- Terres de Vernissa que comprèn la Foia de Salem amb les poblacions de Salem, Beniatjar i El Ràfol de Salem, la històrica Baronia de Llutxent[3] amb les poblacions de Quatretonda, Llutxent, Pinet i Benicolet i les Terres de Rugat amb Rugat, Aielo de Rugat, Castelló de Rugat, Montixelvo, La Pobla del Duc i Terrateig.
- Antic reialenc de Xàtiva que comprèn les poblacions d'Alfarrasí, Bellús, Benigànim, Benissuera, Guadasséquies i Sempere.

## Monuments
La comarca posseïx 30 elements patrimonials declarats Béns d'interés cultural. Destaquen:
- el barri de la Vila, a Bocairent
- el nucli antic d'Albaida
- el castell-palau de Llutxent

## Imatges de la Vall d'Albaida

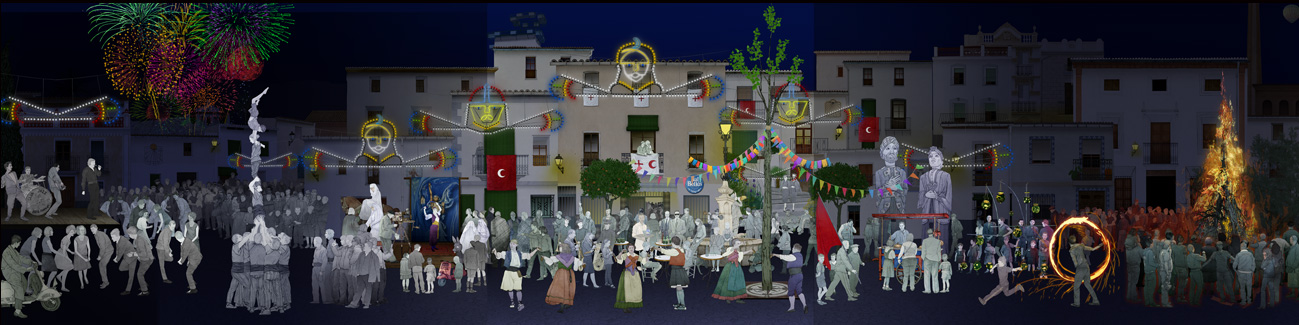
Representació d'un poble típic de la comarca amb la celebració de diferents festes tradicionals
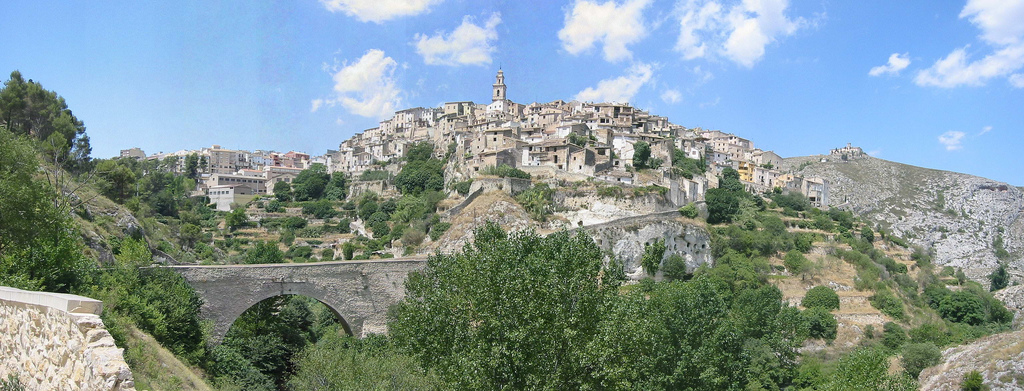
Bocairent
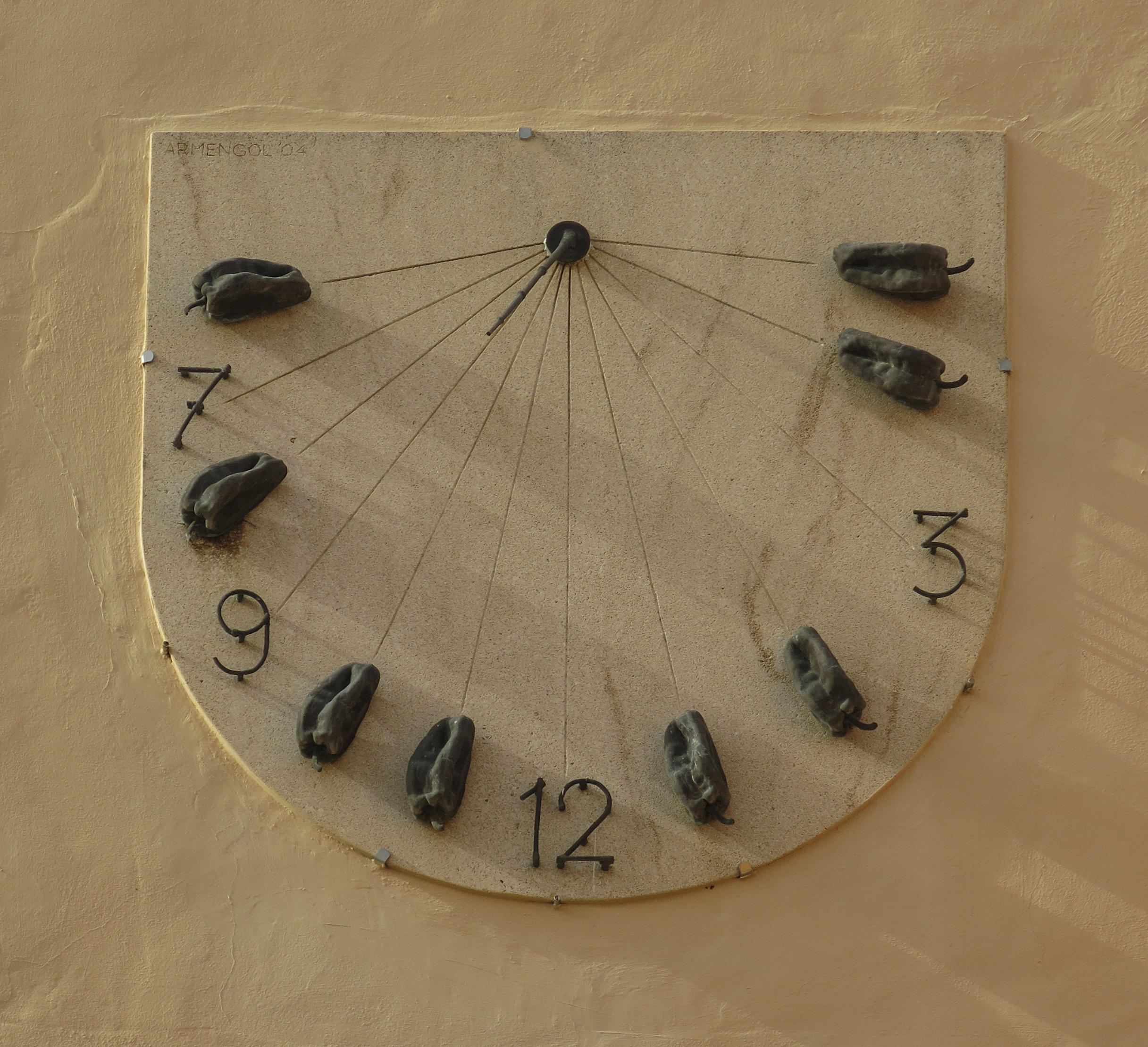
Ruta dels rellotges de sol d'Otos
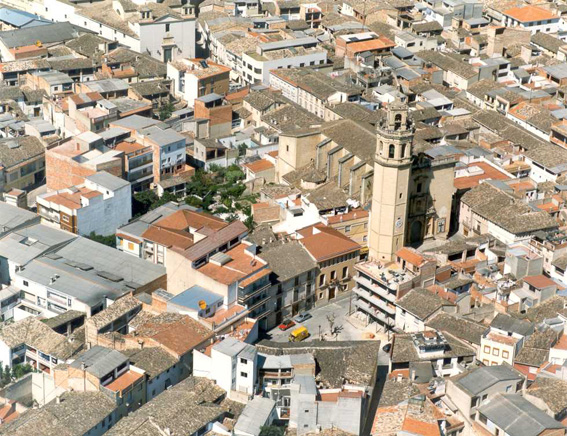
Benigànim
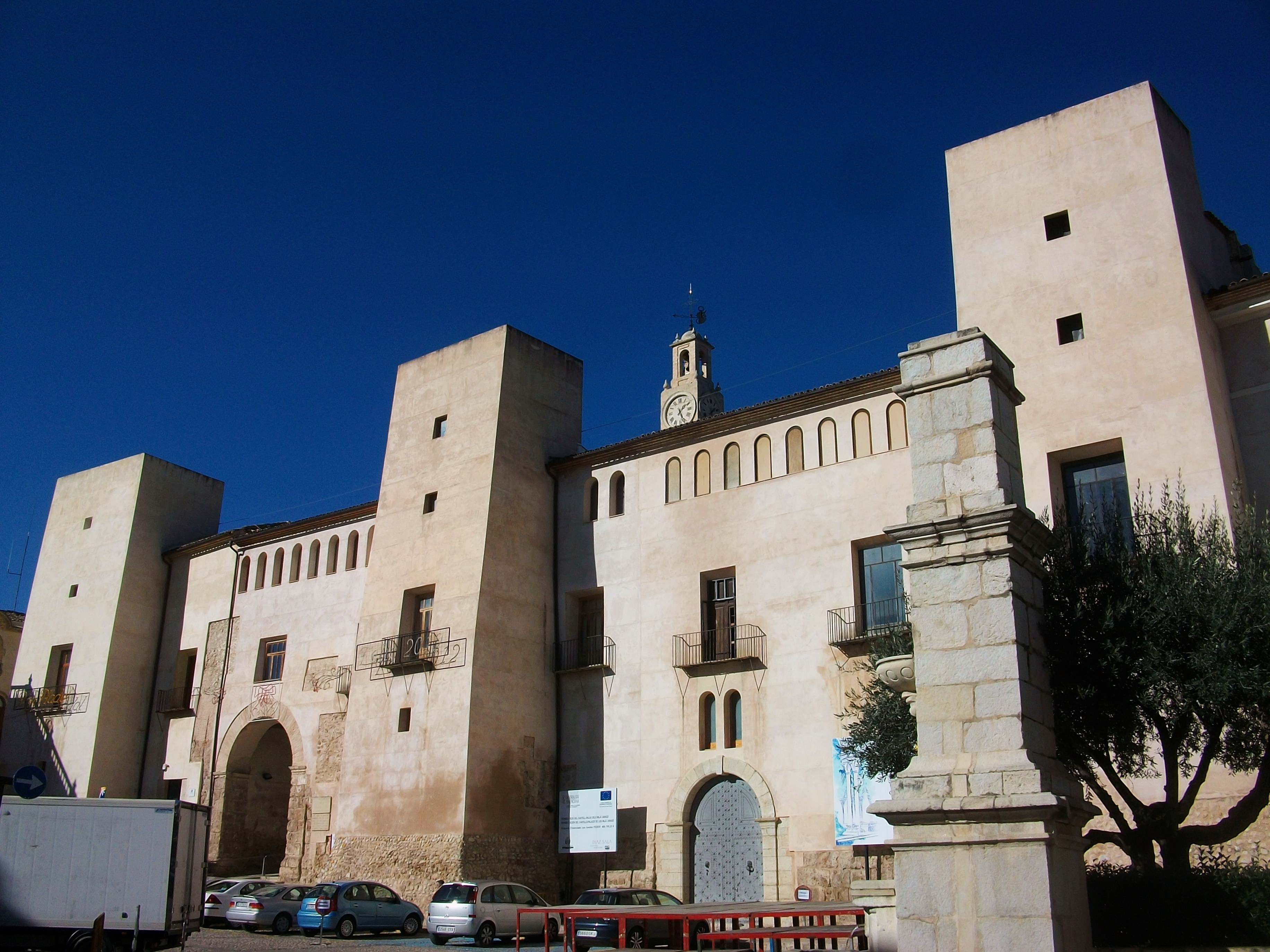
Palau dels Milà i Aragó, Albaida
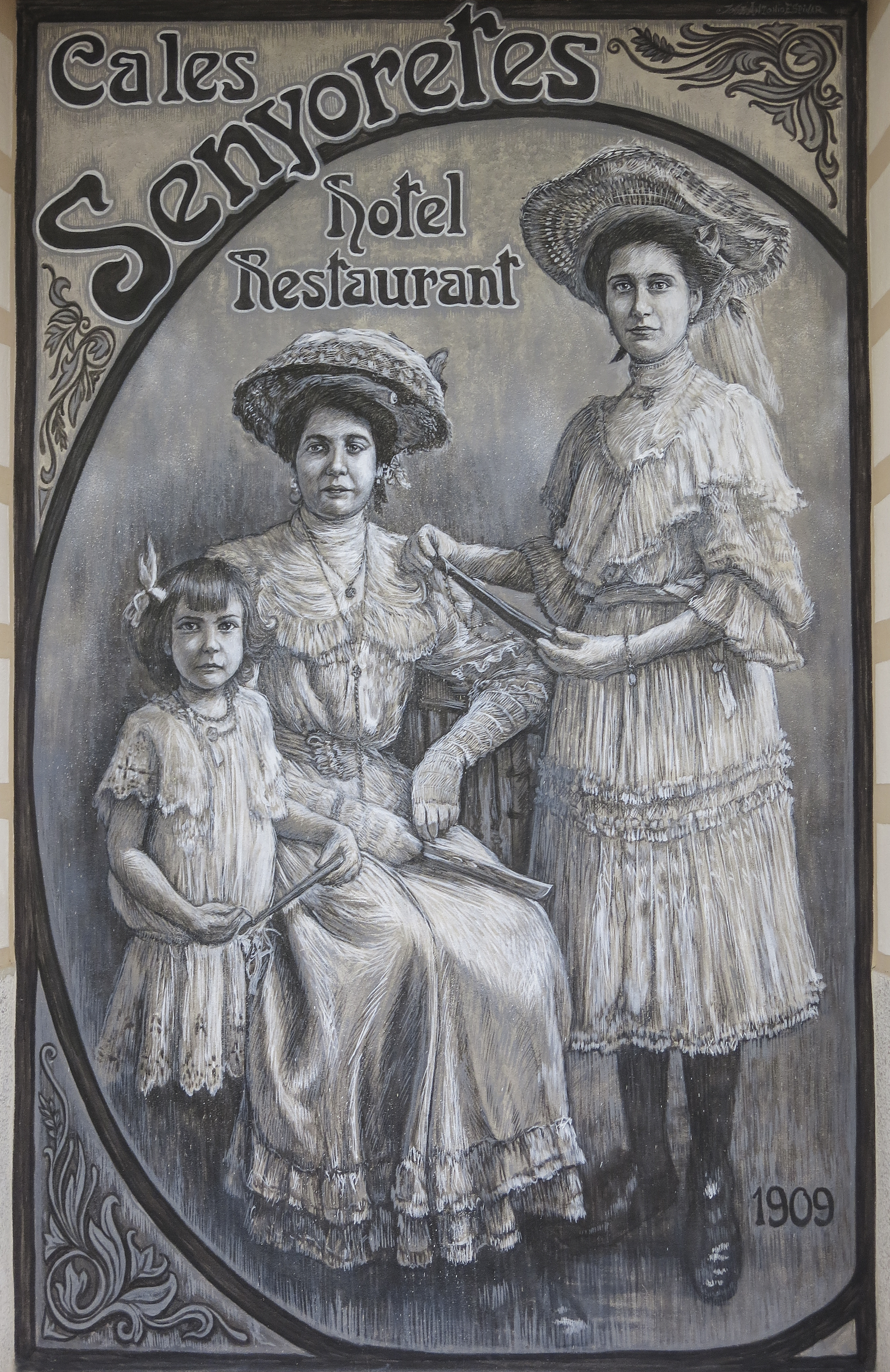
Ca Les Senyoretes, de Toni Espinar, a Otos